# Eisenbahnunfall von Pianotondo

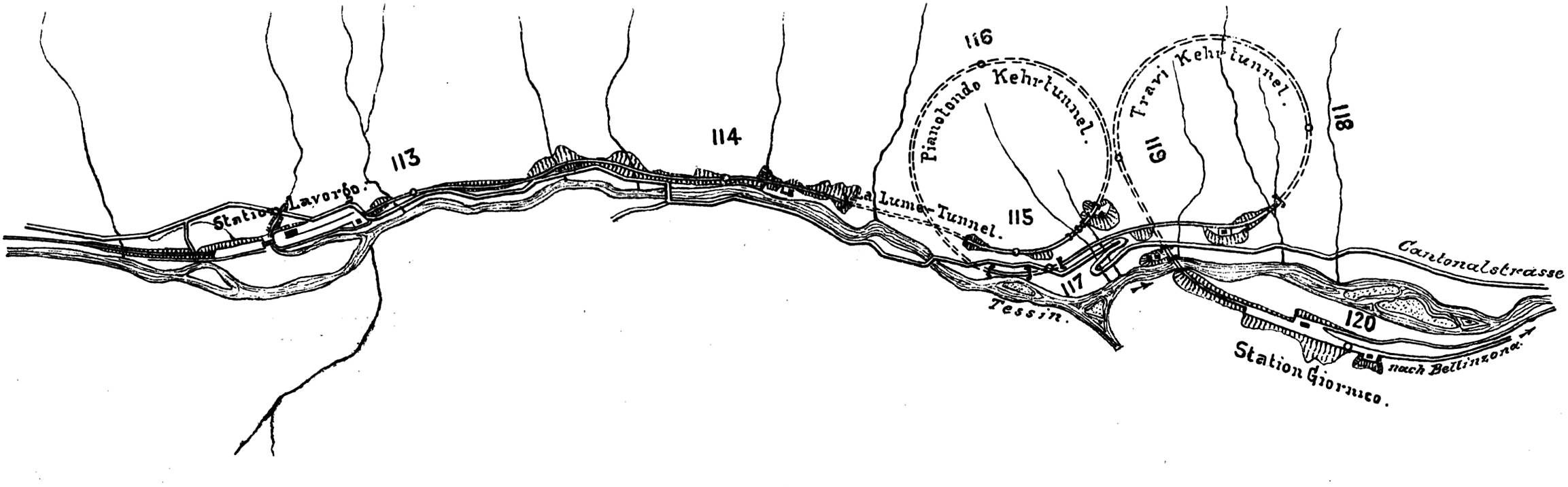
Pianotondo- und Travi-Kreiskehrtunnel zwischen Lavorgo und Giornico. Die Unfallstelle befand sich kurz nach km 115 von dem Eingang des Pianotondo-Tunnels.

Beim Eisenbahnunfall von Pianotondo entgleisten am 29. Juli 1941 kurz nach 15 Uhr vor dem Eingang des Pianotondo-Kreiskehrtunnels zwischen Lavorgo und Giornico die Güterwagen eines entlaufenen Güterzuges der SBB. Die bei der Entgleisung losgelöste Lokomotive prallte vier Kilometer weiter auf einen stehenden Güterzug.

## Ausgangslage

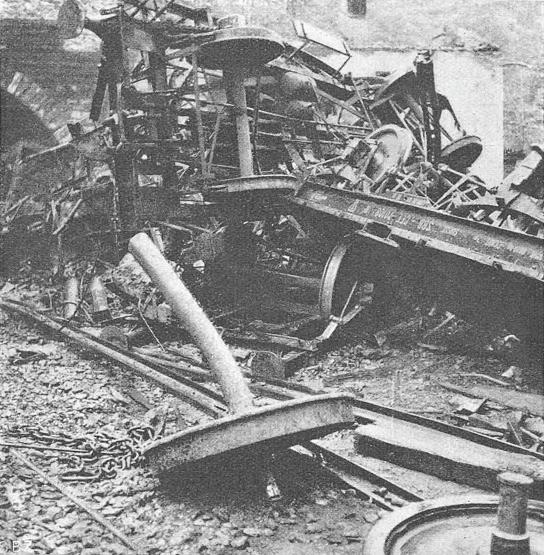
Blick gegen das Tunnelportal und das Wärterhaus Pianotondo. Das Chaos der ineinander geschobenen Eisenteile und die gebrochene und gebogene Radachse veranschaulichen die Wucht des Aufpralls am Tunnelportal.

Auf der Südrampe der Gotthardbahn zwischen Airolo und Biasca überwinden die Züge einen Höhenunterschied von 813 Metern. Damit das Gefälle 26 bis 27 Promille nicht überschreitet, wurde die Strecke mit Hilfe von vier Kreiskehrtunnels verlängert.
Der verunfallte talwärts fahrende Güterzug war mit rund 300 Tonnen verhältnismässig leicht. Er bestand aus 21 Wagen schweizerischer, italienischer und einigen wenigen tschechischer Herkunft und war mit der durchgehenden Druckluftbremse ausgerüstet. Am Schluss waren zwei handbediente Bremswagen eingereiht. Die Lokomotive Ce 6/8 III 14304 hatte eine Westinghouse-, eine Handbremse und eine elektrische Rekuperationsbremse.

## Unfallhergang
Bis Rodi-Fiesso, rund 12 Kilometer nach Airolo, konnte der Lokomotivführer die Geschwindigkeit noch beherrschen. Dann geriet der Güterzug ausser Kontrolle. Nach weiteren 17 Kilometern entgleiste er auf dem Pianotondo-Viadukt in einer Kurve mit 300 Meter Radius. Eine Anzahl Wagen zerschellte am Portal des Pianotondo-Kehrtunnels, andere stürzten den Berghang hinunter. Durch die Fahrt waren die Räder derart erhitzt, dass ein beim Tunneleingang stationiertes Bahnwärterhaus und eine Militärbaracke Feuer fingen.
Bei der Entgleisung hatte sich die Lokomotive vom Zug losgetrennt und raste vier Kilometer durch den Pianotondo- und den Travi-Kehrtunnel weiter. Laut Registrierstreifen des Geschwindigkeitsmessers fuhr sie dabei bis 120 km/h schnell. Bei der ehemaligen Station Giornico prallte sie auf einen Güterzug, der wegen eines durch die Entgleisung verursachten Kurzschlusses zum Stehen gekommen war. Die hintersten Wagen dieses Zuges wurden dabei zusammengestaucht und aus den Schienen geworfen. Der Schlussbremser hatte die Gefahr rechtzeitig erkannt und konnte sich retten. Die durchgebrannte Lokomotive überschlug sich nach links und kam am Fuss des Bahndamms zu liegen.

## Folgen

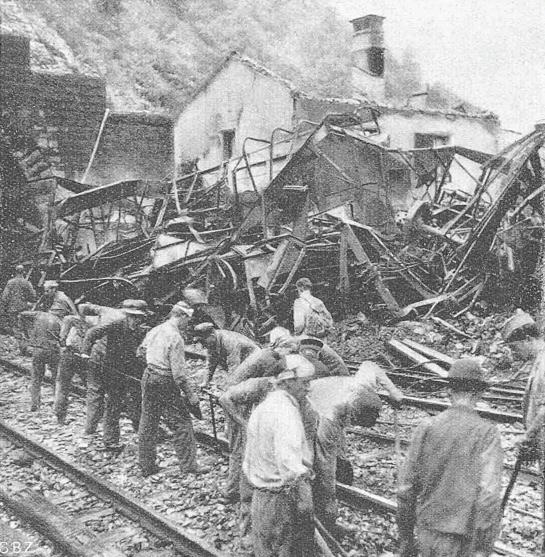
Ausgebranntes Wärterhaus Pianotondo neben dem Tunneleingang

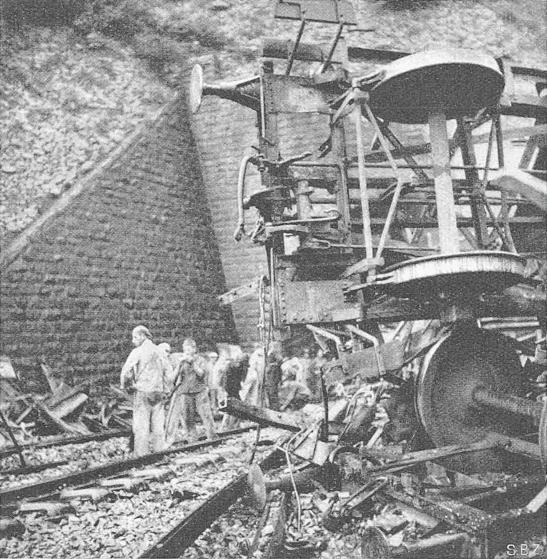
Radsatz mit festanliegenden Bremsklötzen

Der Unfall forderte am Eingang des Pianotondo-Tunnels sieben Todesopfer. Umgekommen sind der Zugführer und der Bremser, die sich in den zwei Bremswagen am Schluss des Zuges aufgehalten hatten. Dank der durchgehenden Luftdruckbremse war der Güterzug mit wenig Personal besetzt: den beiden umgekommenen Eisenbahnern in den Bremswagen und dem Lokomotivführer, der ausser einer Kopfhautschramme unverletzt blieb. In der ausgebrannten Baracke neben dem Wärterhaus kamen fünf Soldaten einer Tessiner Territorialeinheit ums Leben. Die Militärangehörigen bewachten die Bahnanlagen der Gotthardlinie, die während des Zweiten Weltkrieges eine wichtige Verbindung zwischen den Achsenmächten Deutschland und Italien bildete.
Die Materialschäden waren beträchtlich. Am Tunneleingang von Pianotondo wurden 13 Güterwagen vollständig zerstört. Bei der früheren Station Giornico waren neun Güterwagen schrottreif. Die Lokomotive Ce 6/8 III 14304 konnte in der Hauptwerkstätte Bellinzona wieder aufgebaut werden.
Der Unfall zeigte die solide Bauart der Lokomotive Ce 6/8 III auf. Die Rahmenhälften samt den Radsätzen wurden verhältnismässig wenig deformiert. Obwohl sich die beiden Triebgestelle in Längsrichtung um rund 90° gegeneinander verdrehten, hielten die Kuppelzapfen. Der Stangenantrieb und die Antriebsmotoren der für eine Höchstgeschwindigkeit von 65 km/h ausgelegten Krokodillokomotive überstanden 120 km/h. Trieb- und Kuppelstangen sind erst beim Sturz abgefallen. Auch die elektrische Ausrüstung der Lokomotive blieb nahezu unversehrt.

## Unfallursache

Untergestell der umgestürzten Lokomotive

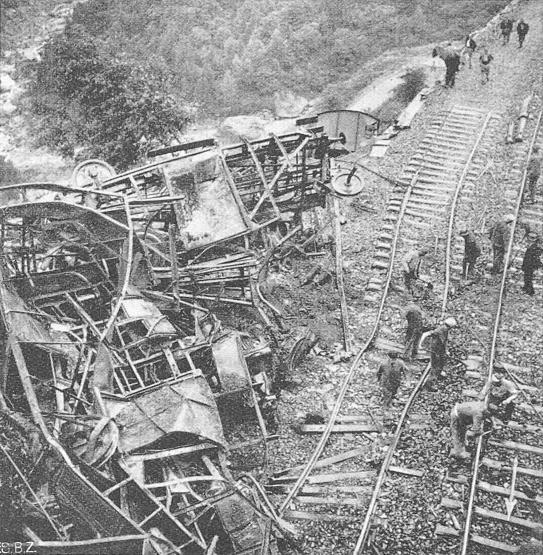
Blick vom Tunnelportal talaufwärts. Das bergseitige, mit einem Pfeil bezeichnete Gleis ist bereits freigeräumt.

Die Suche nach der Unfallursache gestaltete sich wegen der grossen Zerstörung des Wagenmaterials und der Lokomotive schwierig. Es lagen keine Anzeichen für einen Sabotageakt vor. Die Güterwagen waren in normalem Unterhaltszustand.
Die schweizerischen Wagen waren mit der Drolshammer-Güterzugbremse ausgerüstet. Ihre Bremsklötze hatten anscheinend gewirkt, denn sie waren fast durchgeschliffen. Andere waren ganz durchgeschliffen oder abgefallen. Die Untersuchungsbehörden stellten fest, dass das Bremsverhältnis für die in der Fahrordnung vorgesehene Geschwindigkeit nicht ganz ausreichte. Die Auswertung des Registrierstreifens führte zur Vermutung, dass zudem bei der Durchfahrt in Rodi-Fiesso eine technische Störung aufgetreten war, die zum Bremsversagen führte. Bei Versuchsfahrten mit einer gleichen Zugskomposition konnte der Zug nur mit der Lokomotive und den beiden Handbremswagen am Zugschluss – also ohne Hilfe der durchgehenden Druckluftbremse – an jeder Stelle der Rampe zum Stehen gebracht werden.
Der Unfall hat grosse Ähnlichkeit mit dem zwischen Iselle und Domodossola, der sich zwei Jahre zuvor ereignet hatte. In beiden Fällen brannte ein Zug in einer Steilrampe mit einem Gefälle von 27 Promille durch und prallte auf stehende Wagen.